# Kristanna Loken
Kristanna Sommer Løken (n. 8 octombrie 1979, Ghent⁠(d), New York, SUA) este o actriță și fotomodel american de origine norvegiană. Ea a devenit mai cunoscută prin rolul Taja din filmele  Terminatorul 3: Supremația Roboților și BloodRayne.

## Filmografie selectată
| Anul | Titlu                                         | Rol            |
| ---- | --------------------------------------------- | -------------- |
| 1997 | Academy Boyz                                  | Linda Baker    |
| 2000 | Gangland                                      | Angie          |
| 2003 | Terminator 3: Rise of the Machines            | T-X            |
| 2004 | " Worn Like a Tattoo"                         | Mary's Mother  |
| 2004 | Dark Kingdom: The Dragon King                 | Queen Brunhild |
| 2006 | BloodRayne                                    | Rayne          |
| 2006 | Lime Salted Love                              | Zepher Genesee |
| 2007 | In the Name of the King: A Dungeon Siege Tale | Elora          |
| 2009 | Darfur                                        | Malin Lausberg |
| 2010 | The Legend Of Awesomest Maximus               | Hottessa       |
| 2010 | Ties That Bind Us                             | Hope Webster   |
| 2010 | Naked Before the World                        | Diane          |
| 2011 | S.W.A.T.: Firefight                           | Rose Walker    |